# Libínské Sedlo
Libínské Sedlo (do roku 1950 Fefry, německy Pfefferschlag) je osada, část města Prachatice v okrese Prachatice v Jihočeském kraji. Leží čtyři kilometry jižně od Prachatic. Nachází se v Prachatické hornatině pod horou Libín, v nadmořské výšce 855 metrů. Přes Libínské Sedlo probíhá silnice II/141, spojující Prachatice a Volary. V roce 2011 zde trvale žilo 107 obyvatel. Do katastrálního území Libínské Sedlo spadá část evropsky významné lokality Šumava.

## Historie
První písemná zmínka o Fefrách pochází z roku 1351, ale soumarská osada na Zlaté stezce zde patrně vznikla již v době kolonizace Vyšehradskou kapitulou (od konce 11. století). Není jisté, jaké národnosti byli původní zdejší usedlíci, ale po bitvě na Bílé hoře byla ves zcela poněmčena. V roce 1937 byl v blízkosti Libínského sedla budován Úsek H-33 lehkého opevnění vz. 37 a několik objektů se dochovalo na katastru této obce. V Libínském sedle (Fefrách) také sídlil vojenský stavební dozor stavby úseku. V letech 1938 až 1945 byly Fefry v důsledku uzavření Mnichovské dohody přičleněny k nacistickému Německu.

## Obyvatelstvo
| Rok            | 1869 | 1880 | 1890 | 1900 | 1910 | 1921 | 1930 | 1950 | 1961 | 1970 | 1980 | 1991 | 2001 | 2011 | 2021 |
| -------------- | ---- | ---- | ---- | ---- | ---- | ---- | ---- | ---- | ---- | ---- | ---- | ---- | ---- | ---- | ---- |
| Počet obyvatel | 314  | 324  | 332  | 328  | 331  | 301  | 307  | 156  | 113  | 84   | 60   | 62   | 110  | 107  | 105  |
| Počet domů     | 37   | 40   | 42   | 44   | 47   | 69   | 73   | 56   | 22   | 15   | 16   | 19   | 45   | 48   | 51   |

## Obecní správa
Při sčítání lidu v letech 1850–1971 Libínské Sedlo bylo samostatnou obcí v okrese Prachatice. Od 26. listopadu 1971 je částí města Prachatice ve stejnojmenném okrese, kdy se konaly městské volby. V letech 1850–1879 k obci patřil Rohanov, v letech 1880–1971 Perlovice a v letech 1950–1971 také Sviňovice.

## Pamětihodnosti
- Pozdně gotický kostel svaté Anny pochází z doby kolem roku 1458. V letech 2000-2004 v jeho interiéru došlo k odkrytí a restaurování pozdně gotických (po roce 1458, kolem roku 1500) a renesančních nástěnných maleb. V roce 1732 byl barokně přestavěn, v roce 1864 byl přestavěn jeho kůr a v roce 1899 opraven strop. Vnitřní zařízení pochází z první poloviny 18. století.[12] Je veden jako kulturní památka ČR.[13]
- Lípa na Libínském Sedle, památný strom při severozápadním nároží kostela
- Přírodní památka Upolíny
- Úsek H-33 lehkého opevnění vz. 37

## Lyžařské středisko
V Libínském Sedle je malá sjezdovka s lyžařským vlekem, osvětlením a sněžným dělem. Provozuje ji Občanské sdružení TJ Libín 1096. Sjezdovka je ideální pro začínající lyžaře. Při dobrých sněhových podmínkách vedou z Libínského Sedla udržované běžkařské trasy na Sedélko a horu Libín. V roce 2007 připravovalo město Prachatice projekt lyžařského centra na Libínském Sedle. Zástupcům radnice se však po mnoha kolech jednání nepodařilo do konce roku 2007 sjednat dohodu s několika soukromými vlastníky pozemků, na kterých se měla realizovat první ze dvou plánovaných sjezdových tratí.

## Galerie

### Libínské sedlo

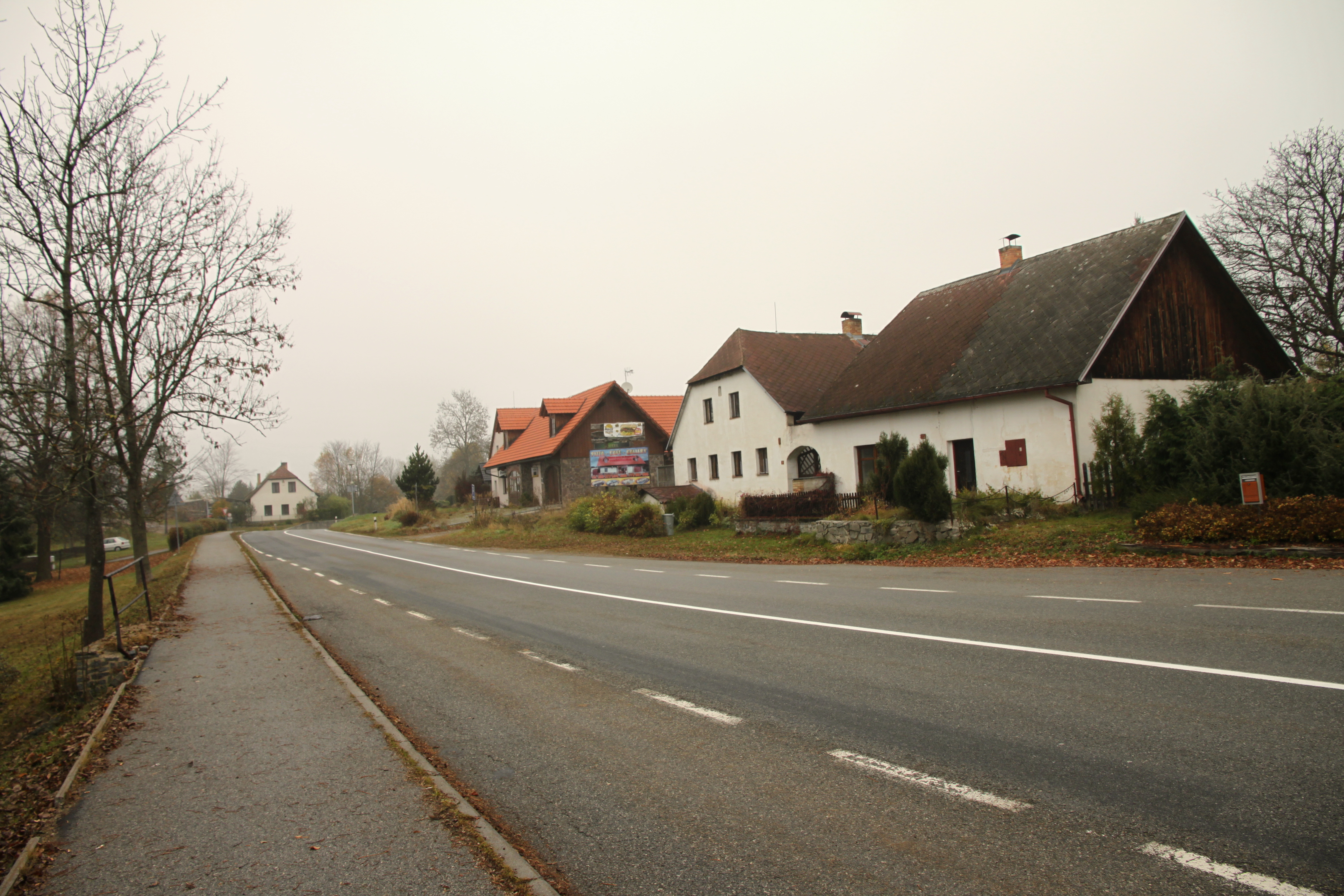
Libínské Sedlo (01)
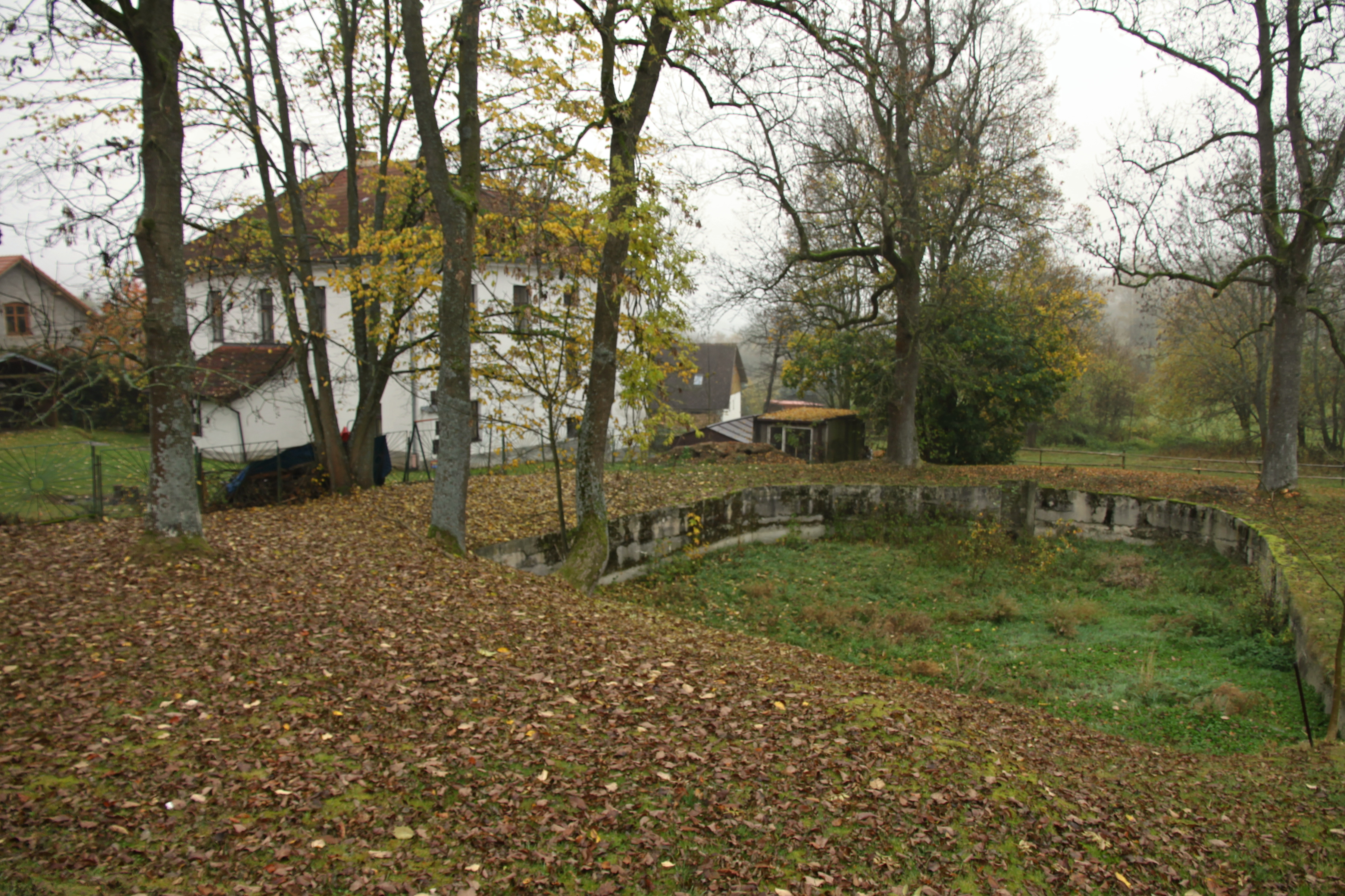
Libínské Sedlo (02)
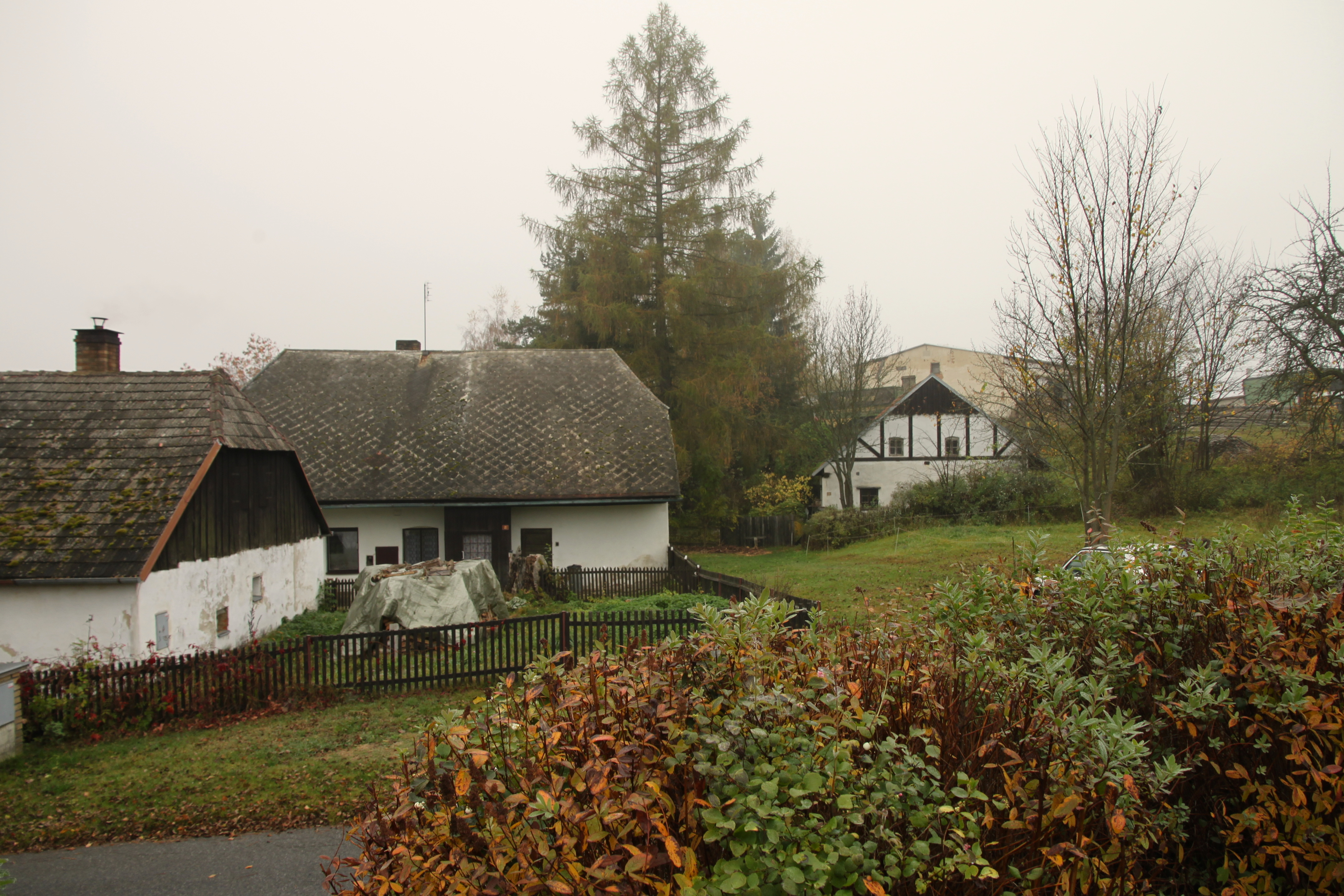
Libínské Sedlo (03)
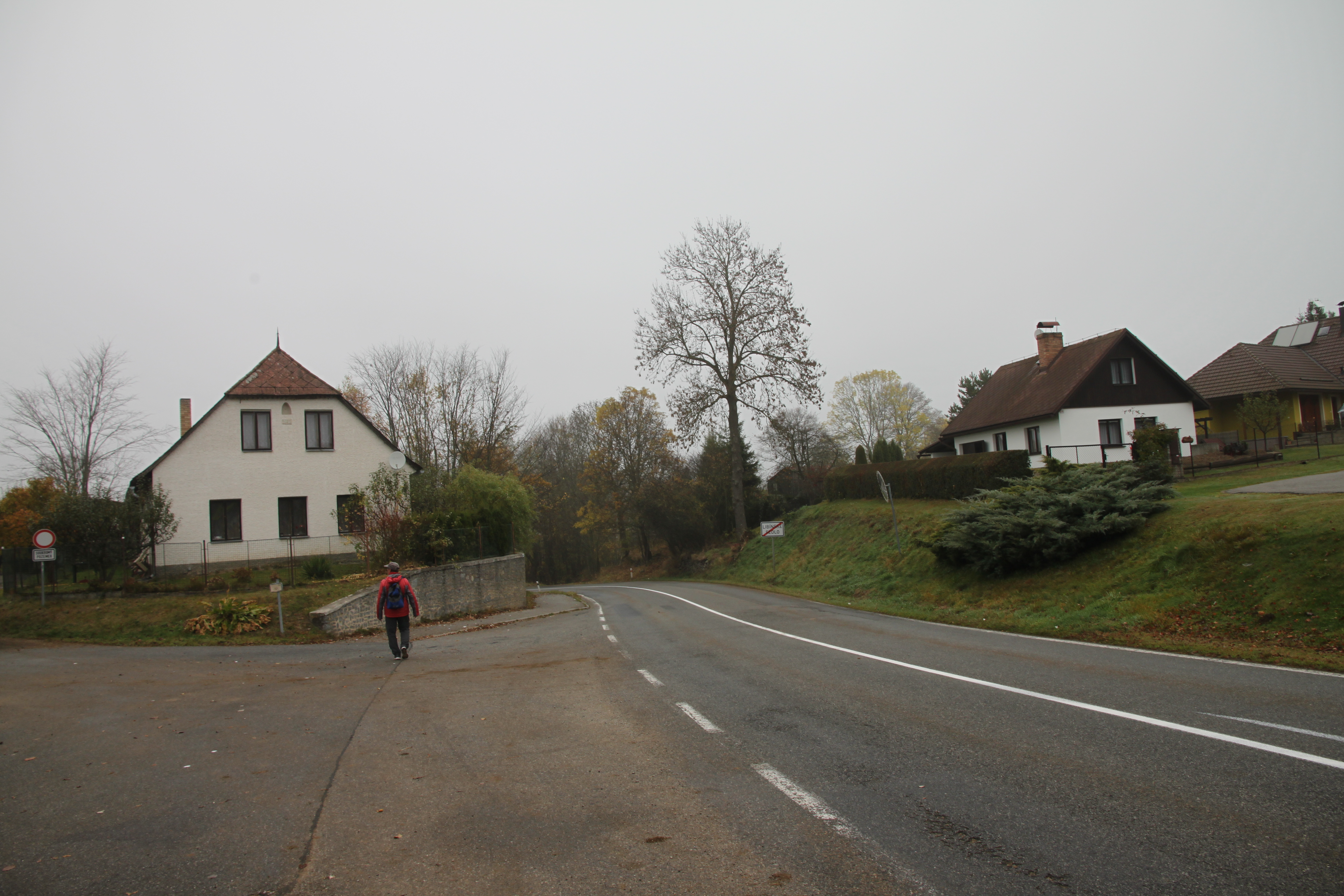
Libínské Sedlo (04)
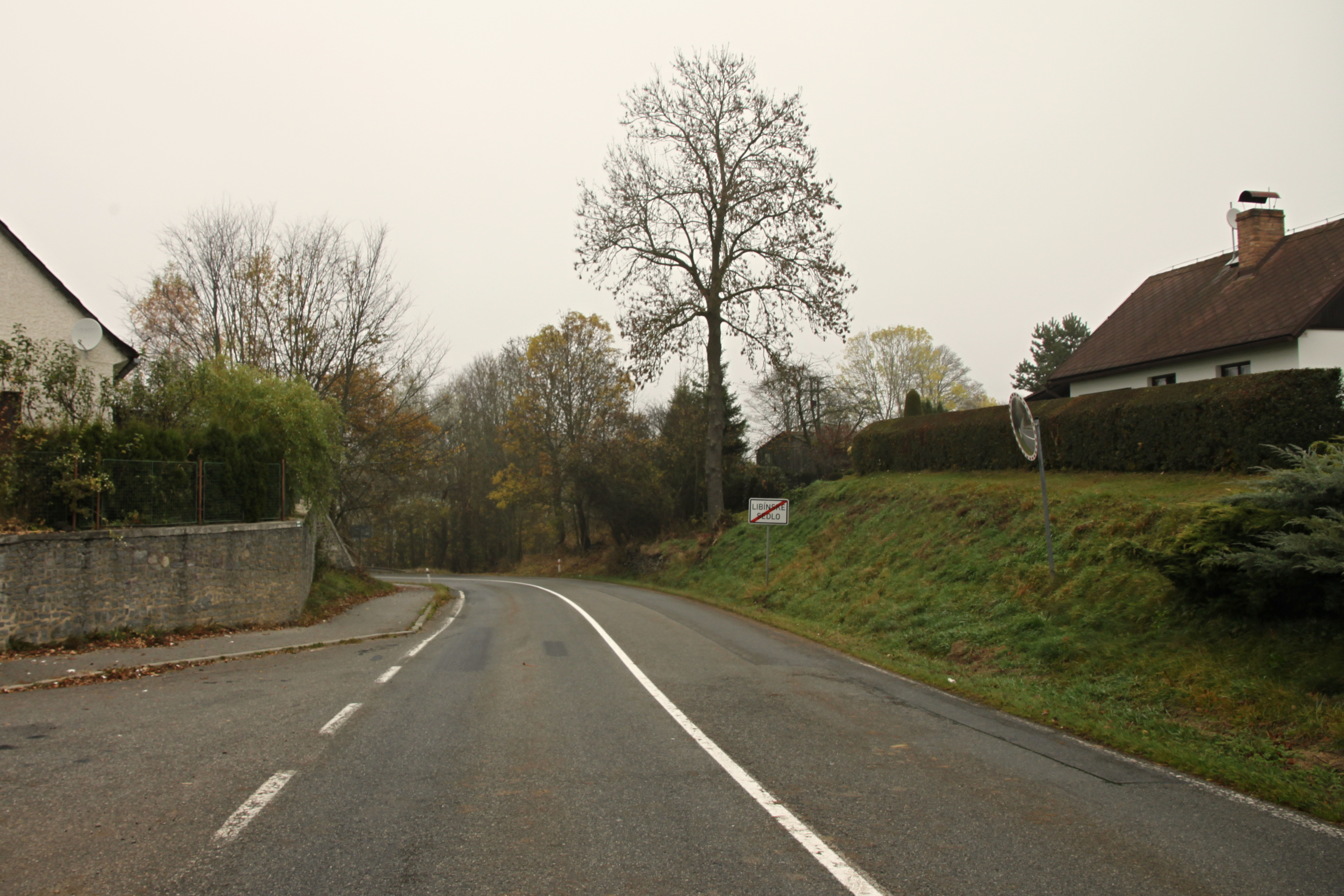
Libínské Sedlo (05)

### Lípa svobody v Libínském sedle (1968)

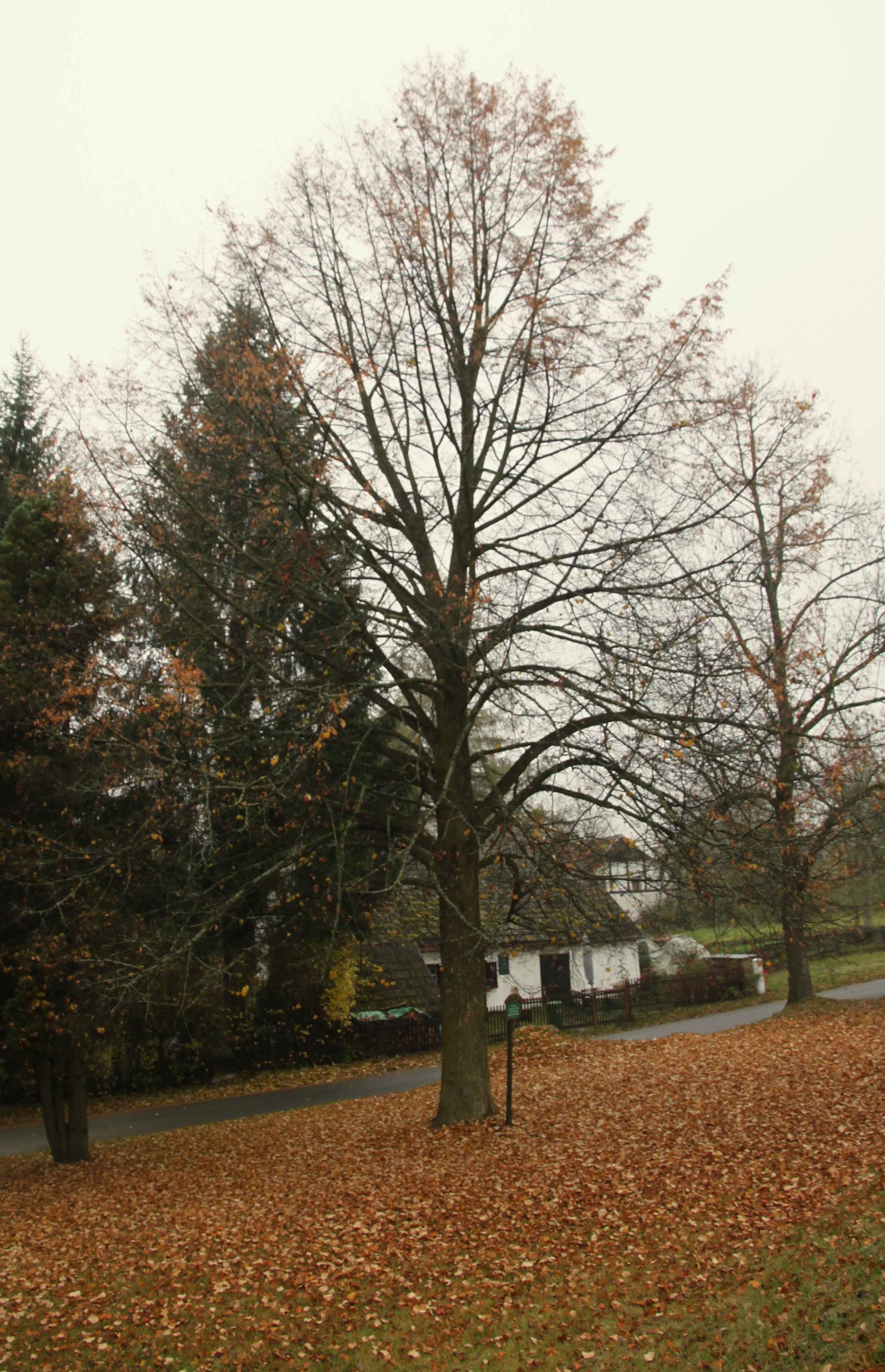
Lípa svobody zasazena roku 1968, Libínské Sedlo (01)
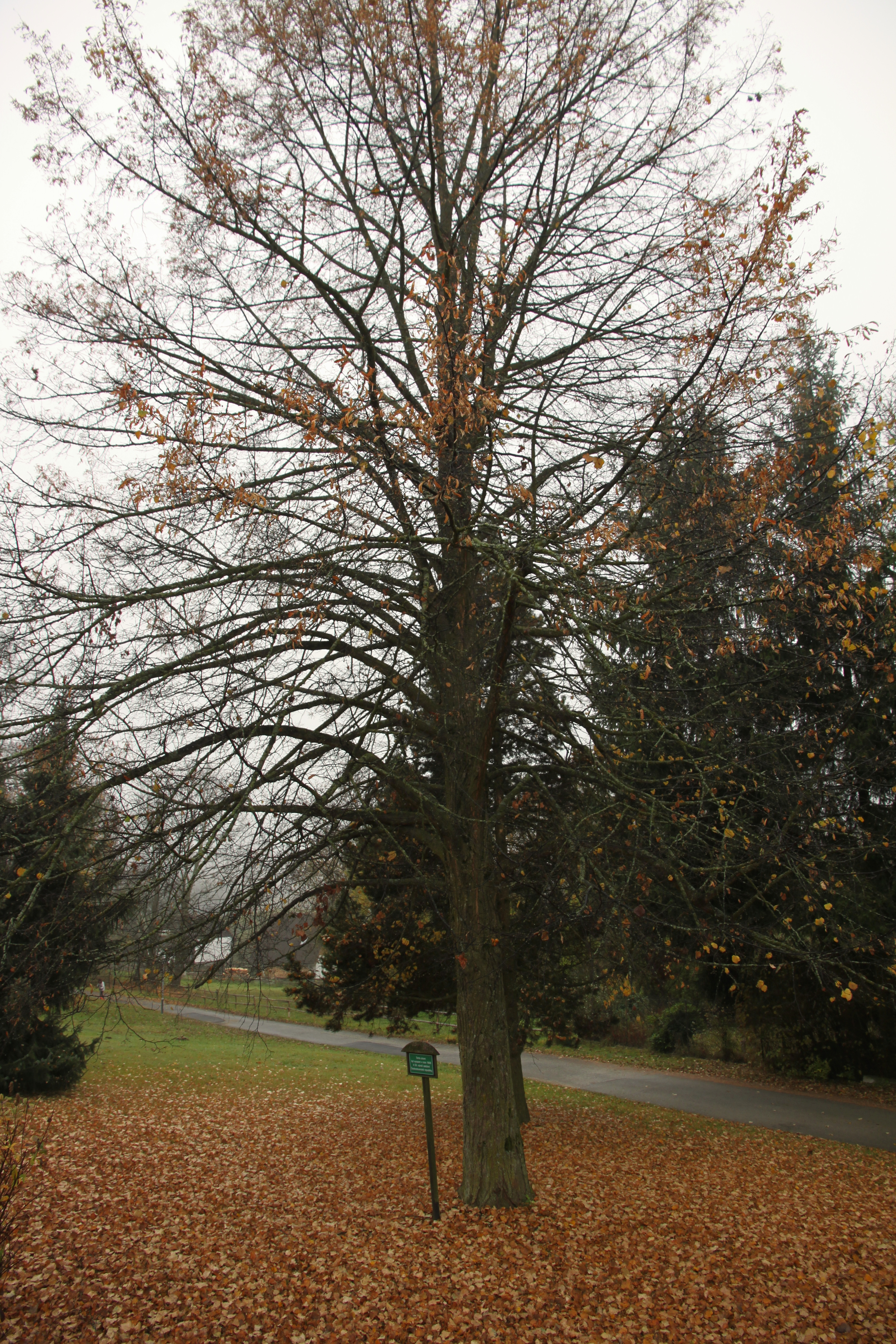
Lípa svobody zasazena roku 1968, Libínské Sedlo (02)
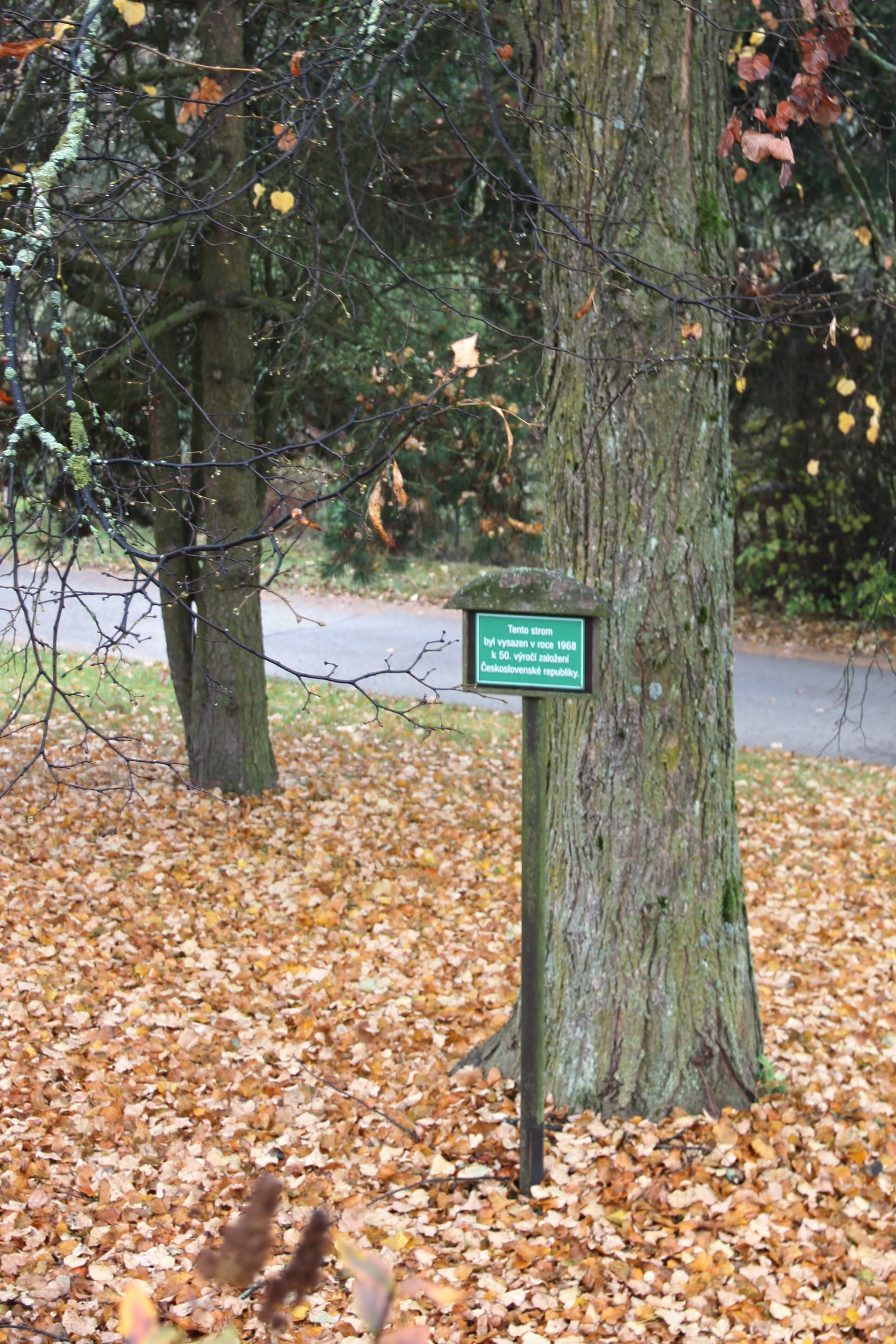
Lípa svobody zasazena roku 1968, Libínské Sedlo (03)

### Lípa velkolistá v Libínském sedle

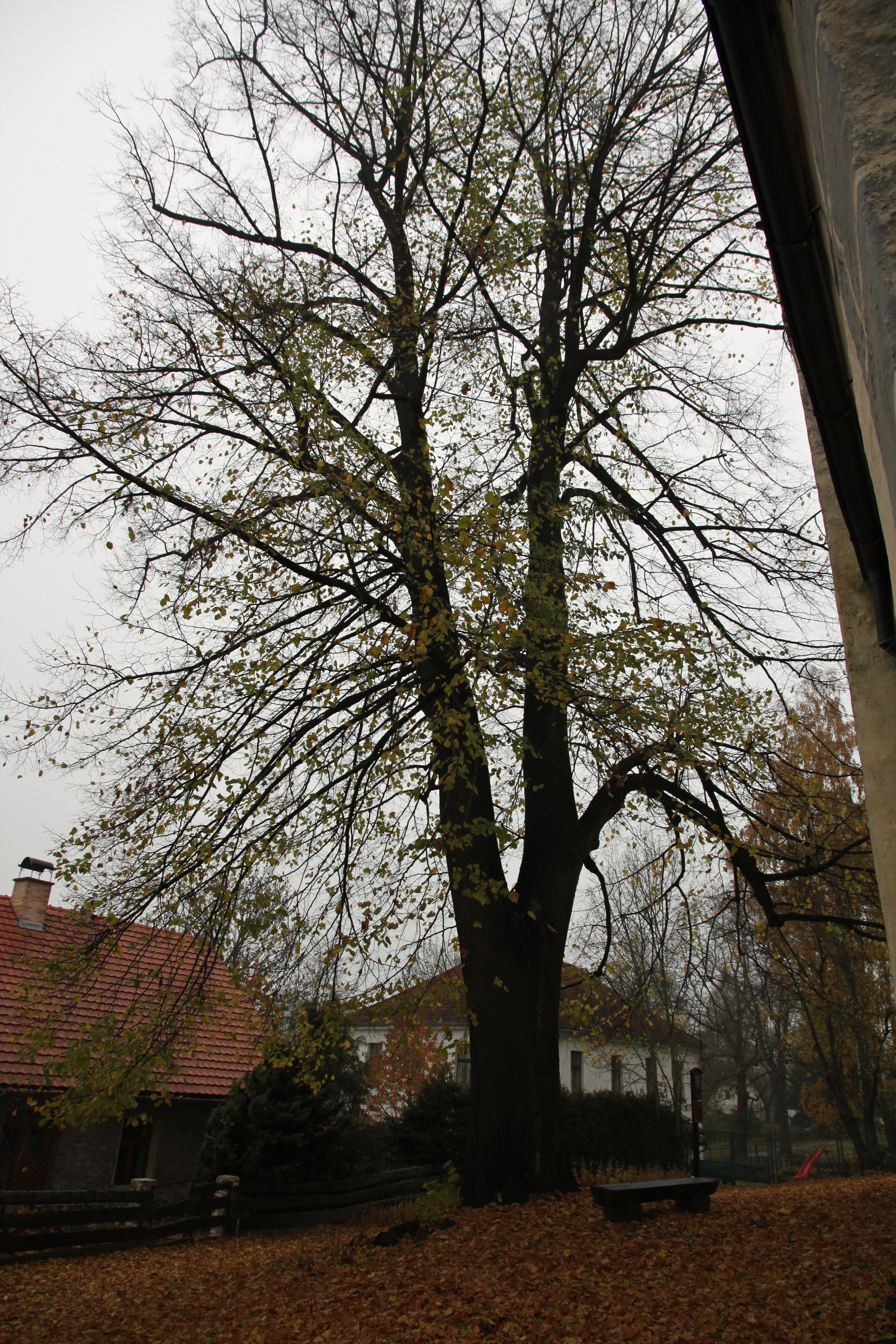
Lípa velkolistá, Libínské Sedlo (01)
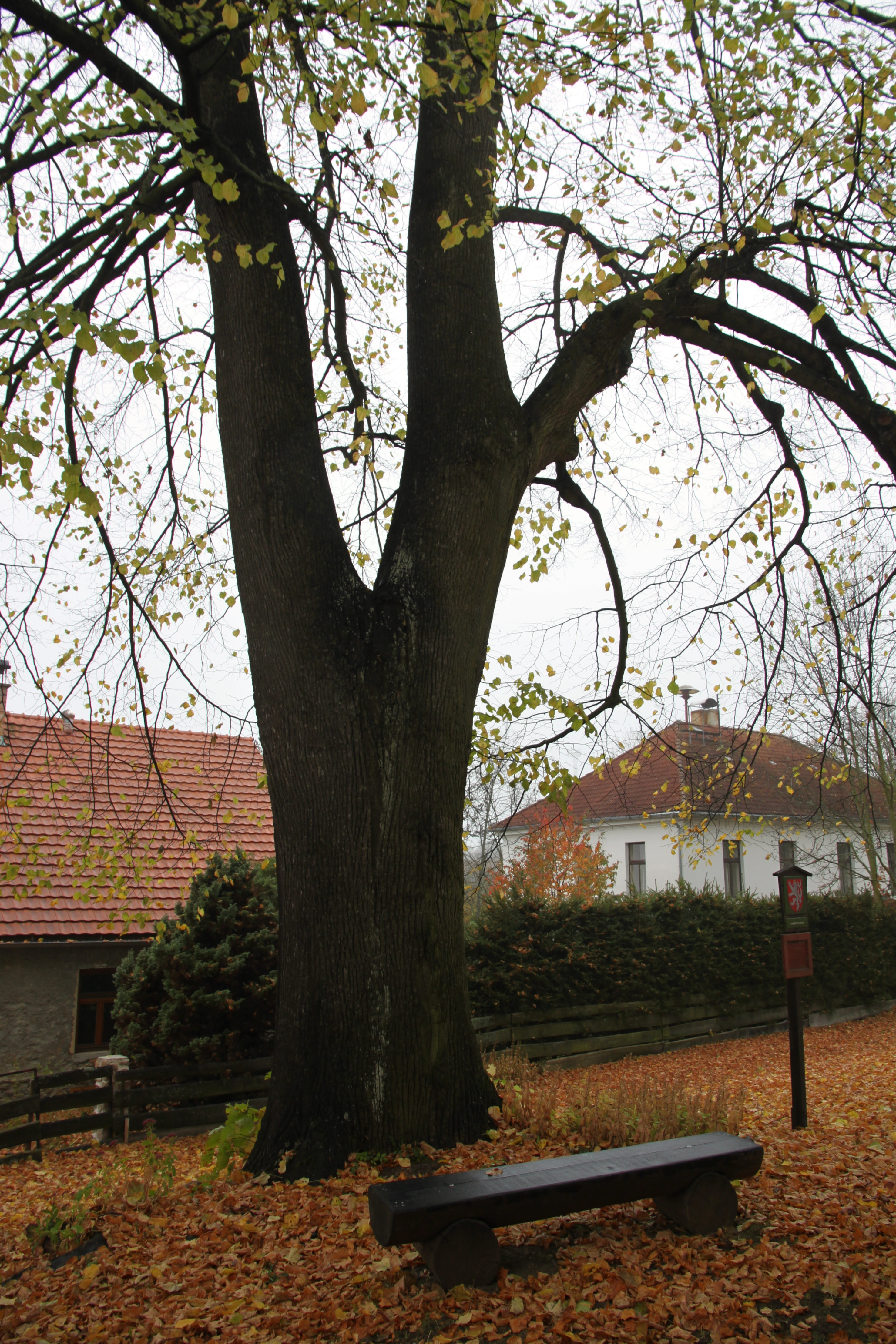
Lípa velkolistá, Libínské Sedlo (02)
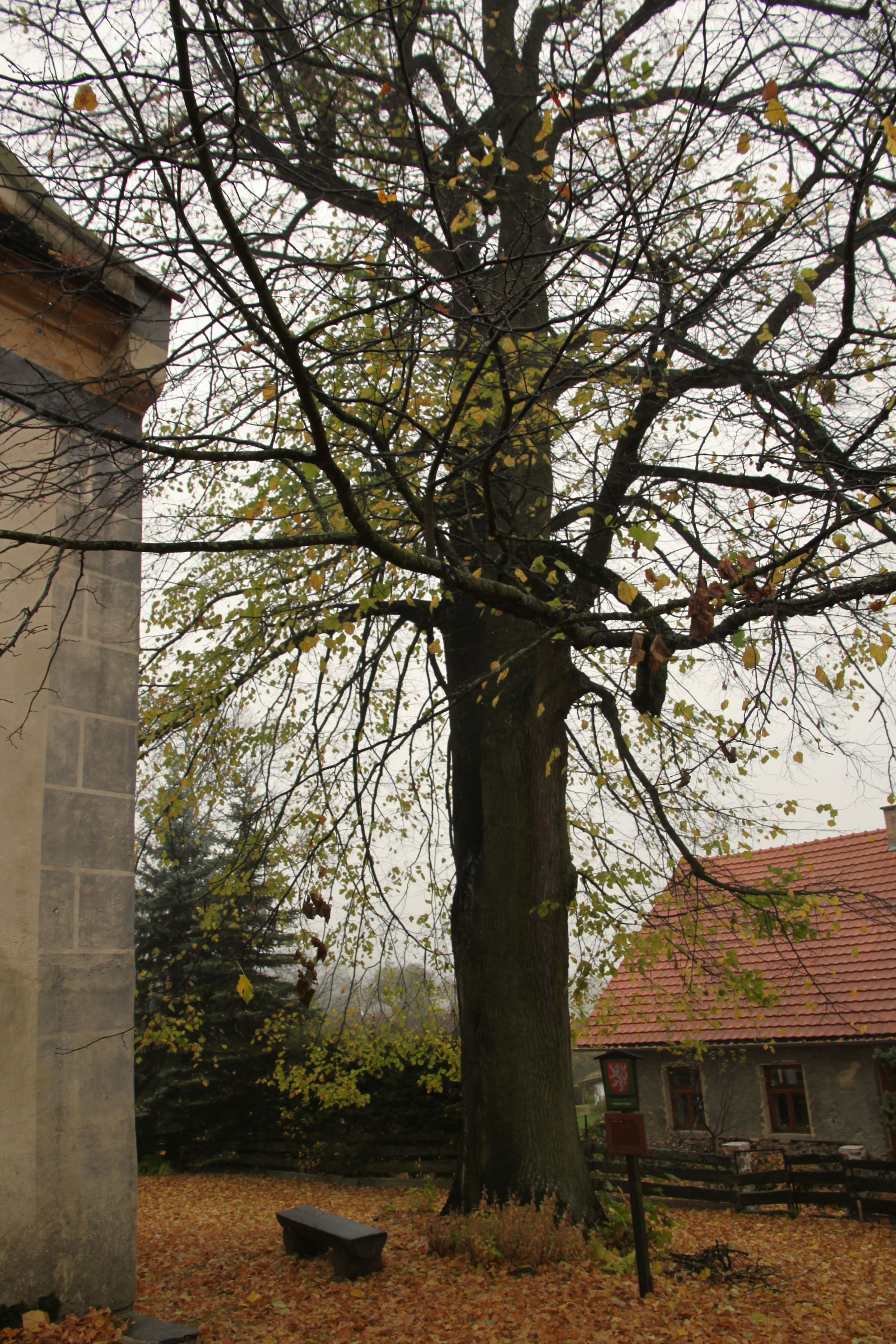
Lípa velkolistá, Libínské Sedlo (03)